# Grafschaft Mantes
Die Grafschaft Mantes mit dem Hauptort Mantes (heute Mantes-la-Jolie) gehörte im 11. Jahrhundert zur Grafschaft Meulan. Sie wird im 12. Jahrhundert von Guy de Montlhéry an Philipp von Frankreich (* wohl 1093, † nach 1123) vererbt, einen Sohn des französischen Königs Philipp I. und Schwiegersohn des Miles von Montlhéry.
König Ludwig VI. besetzte die Grafschaft 1119 und gab sie 1127 an Wilhelm Clito weiter.
1317 wird die Grafschaft Ludwig von Évreux († 1319) gegeben, dem dritten Sohn des Königs Philipp III. Sein Enkel Karl II. der Böse, König von Navarra, erbt sie, Bertrand du Guesclin erobert Mantes 1364, woraufhin Karl sie im Tausch gegen Montpellier abgeben musste. Sein Sohn Karl III. verzichtet auf Mantes 1404.

## Grafen von Mantes
- Liégardis († 12. November 990/991), Gräfin von Mantes und Meulan, ⚭ I Rudolf II. (Raoul), genannt Raoul de Cambrai (X 944), Graf von Valois, Amiens und Vexin, ⚭ II Galéran († 11. November vor 985/987) Graf von Meulan, aus der Familie der Vizegrafen von Chartres
  - Walter I. (Gautier), 965 Graf von Valois, Amiens und Vexin, wohl Sohn Rudolfs II.
- Walter II. (Gautier II. le Blanc), 1017 Graf von Mantes, Graf von Amiens, Valois und Vexin, Sohn Walters I.
- Drogo (Dreux) († 1035), Graf von Amiens, Mantes, Pontoise und Vexin, Sohn Walters II.
  - Walter III. (Gautier III.) († 1063), Graf von Amiens und Vexin, 1063 Titulargraf von Maine

- Philipp von Frankreich († nach 1123), Sohn des Königs Philipp I., Graf von Mantes
- Wilhelm Clito, († 1128), 1127 Graf von Mantes

- Ludwig von Évreux († 1319), 1317 Graf von Mantes
  - Philipp III. von Navarra († 1343), dessen Sohn
- Karl II. der Böse († 1387)

- François-Hercule de Valois, duc d’Alençon (* 1555; † 1584), Graf von Mantes etc